# L'uomo delle castagne
L'uomo delle castagne (Kastanjemanden) è il romanzo d'esordio dello scrittore danese Søren Sveistrup, noto come sceneggiatore della serie televisiva The Killing.

## Trama
Danimarca, 31 ottobre 1989. Il detective Marius Larsen, ormai prossimo alla pensione in un mondo che sta per cambiare (è imminente la caduta del Muro di Berlino), ispezionando una fattoria si imbatte in una scena terrificante: davanti a sé i cadaveri mutilati di due adolescenti e di una donna, un bambino e una bambina terrorizzati e, nella cantina, centinaia di omini fatti di castagne e fiammiferi.
Giorni nostri. Naia Thulin è un'ambiziosa detective che sogna di abbandonare la sezione Omicidi per passare ai crimini informatici, allontanandosi da sangue e cadaveri. Mark Hess è un agente di collegamento, girovago e piuttosto refrattario alle regole, che l'Europol ha rispedito a Copenaghen per motivi disciplinari. Due caratteri opposti che vengono accoppiati per risolvere un caso che sta sconvolgendo tutta la Danimarca, una scia di omicidi commessi dal famigerato "Uomo delle castagne" che lascia omini di castagne sulla scena del delitto.
Rosa Hartung, ministra agli Affari sociali del governo di coalizione, riprende a lavorare dopo un anno tribolato in cui ha dovuto affrontare la sparizione della figlia Kristine. Il caso ha tenuto a lungo in sospeso l'opinione pubblica danese, ma la polizia, dopo aver individuato e incriminato per il rapimento uno psicotico che in seguito avrebbe confessato il rapimento e l'omicidio, non individuerà mai i resti della piccola. Quando sugli omini del killer sono rinvenute le impronte di Kristine, la ferita di Rosa si riapre e la ministra è costretta a fare nuovamente i conti con quel dramma che aveva ormai accettato. La ministra mette a disposizione di Thulin e Hess le risorse del ministero per arrivare alla verità. Dopo che per il caso degli omicidi viene accusata una coppia, ai due detective rimangono parecchi dubbi, ma i loro sospetti vengono ignorati dai superiori. Hess viene richiamato dalla Europol; Thulin viene trasferita al Reparto crimini informatici.
Mentre i due detective si recano ad assolvere i loro nuovi compiti, Hartung sta per perdere il ministero a causa delle sue vicende personali; ma per una serie di coincidenze i tre vengono a conoscenza di informazioni che erano state trascurate dalle precedenti indagini e, per vie traverse e a rischio della loro stessa vita, giungono alla soluzione del rompicapo, svelando una terribile verità fatta di abusi e miseria.

## Personaggi
- Rosa Petersen Hartung: ministra danese degli Affari sociali, la cui figlia dodicenne Kristine scompare.
- Naia Thulin: detective della Omicidi di Copenaghen.
- Mark Hess: agente della Europol temporaneamente di stanza alla Omicidi di Copenaghen.
- Steen Hartung: marito di Rosa.
- Fredrik Vogel: consigliere di Rosa.
- Simon Genz: capo della Scientifica di Copenaghen.
- Linus Bekker: reo confesso del rapimento-omicidio di Kristine.
- Sebastian Valeur: avvocato, amante di Thulin.
- Tim Jansen e Martin Ricks: detective che arrestarono Bekker.
- Hans H. Hauge: convivente di una delle vittime del serial killer.
- Erik Sejen-Lassen: marito di un'altra vittima.
- Asger Neergaard: autista di Rosa.
- Benedikte Skans: infermiera dell'ospedale ove vengono portati i bambini maltrattati.
- Henning Loeb: funzionario dei servizi sociali del comune di Copenaghen.

## Adattamento televisivo
Il 29 settembre 2021 ne è stato pubblicato su Netflix un adattamento televisivo omonimo in sei episodi.

## Edizioni italiane
- Søren Sveistrup, L'uomo delle castagne, traduzione di Bruno Berni, Rizzoli, 2020, ISBN 978-88-171-0878-2.